# Windows 8移除的功能
Windows 8 加入了許多新功能，但是同時也有許多在 Windows 7 中的功能卻遭到移除或沒有改變。

## Windows 介面
- 桌面 UI 的变化：放弃部分 Windows Aero 效果如 Aero Glass (毛玻璃效果) 等，整體感覺會失去立體感，但是其他如DWM和Peek 预览仍然存在。[1][2]
- 開始功能表以及開始按鈕(開始按鈕已於Windows 8.1 重新出現)(開始功能表則在2014年Build大會发布，已在Windows 10恢复)
- 桌面小工具(主要是由於桌面小工具的嚴重安全性漏洞)[3]

## Windows 附屬應用程式及功能
- Windows Media Center (可在新增功能到Windows 8 中取得)
- Windows DVD 製作程式
- 備份與還原中心

## 額外的功能
- 無法播放DVD，可以透過替代程式或購買Windows Media Center 授權獲得
- 更新通知(自動更新)，已改為在更新後的電源選項中將重新啟動替換為更新並重新啟動
- 開始使用中心，使用率不大
- Windows 自带游戏，已改為在市集中取得相關應用程式